# واغونر (إلينوي)
واغونر (بالإنجليزية: Waggoner)‏ هي منطقة سكنية تقع في الولايات المتحدة في إلينوي. يقدر عدد سكانها بـ 245 نسمة .

## الموقع الجغرافي
الموقع الجغرافي للمناطق المحيطة بهذه النقطة هو كالتالي: